# Landscheid (Luxemburg)
Landscheid (Luxemburgs: Laaschent) is een plaats in de gemeente Tandel en het kanton Vianden in Luxemburg.

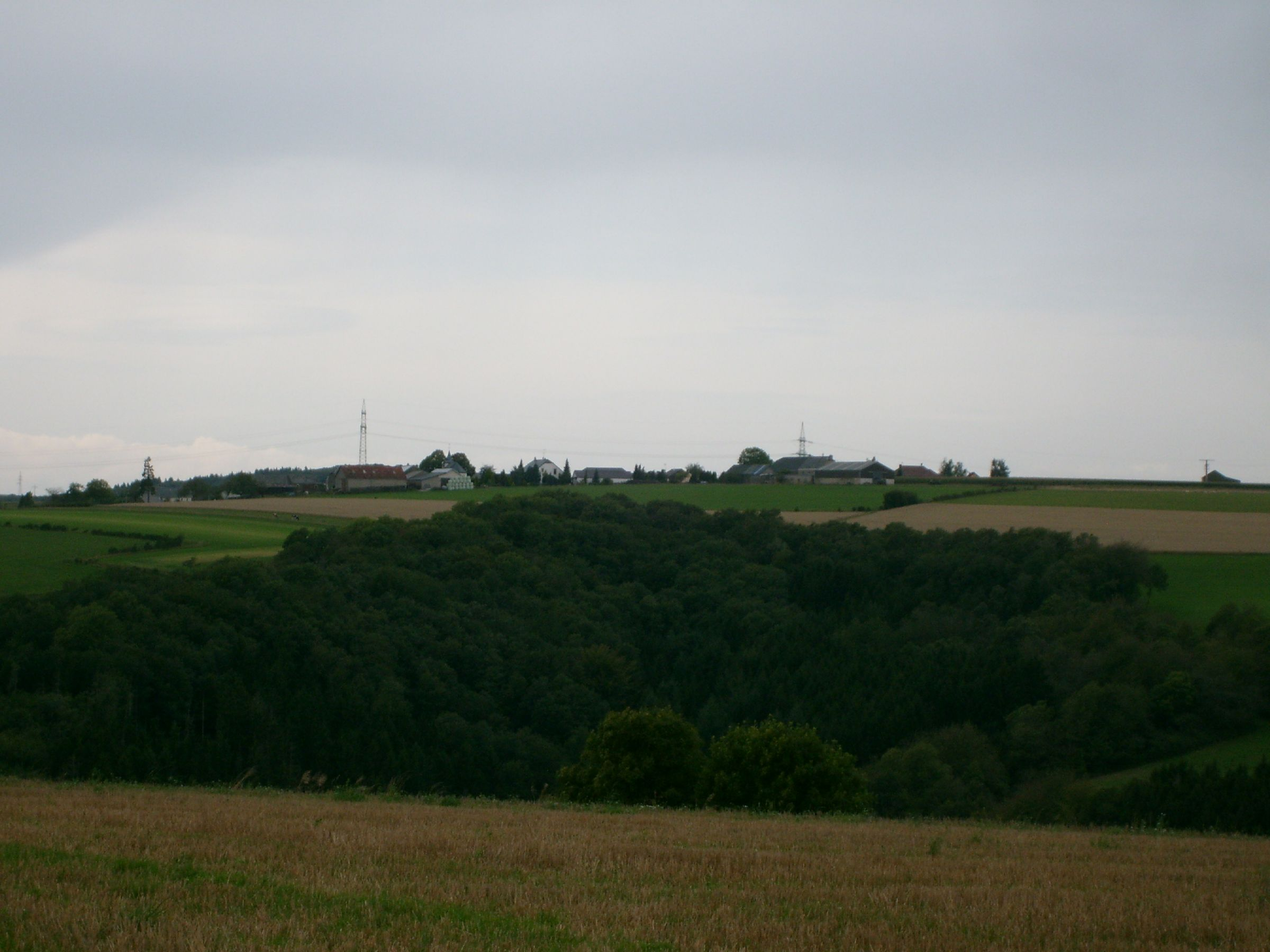
Landscheid

Landscheid telt 74 inwoners (2001).
Bastendorf · Bettel · Brandenbourg · Fouhren · Hoscheidterhof · Landscheid · Longsdorf · Selz · Tandel · Walsdorf

Luxemburgse gemeenten · Kanton Vianden · Luxemburg